# Wilhelm Mestwerdt
Wilhelm Mestwerdt (* 30. Mai 1961 in Göttingen) ist ein deutscher Arbeitsrechtler. Er war ab November 2009 bis Mai 2014 Richter am Bundesarbeitsgericht und wurde anschließend Präsident des Landesarbeitsgerichtes Niedersachsen. Im Januar 2023 wurde Wilhelm Mestwerdt zum Präsidenten des Niedersächsischen Staatsgerichtshofes ernannt.

## Werdegang
Wilhelm Mestwerdt bestand das zweite juristische Staatsexamen 1991 in Hannover. Anschließend begann er seine juristische Karriere als Richter der Arbeitsgerichtsbarkeit am Arbeitsgericht Nienburg. Er wurde von dem Arbeitsgericht von 2001 bis 2003 als wissenschaftlicher Mitarbeiter an das Bundesarbeitsgericht abgeordnet. 2005 wurde Mestwerdt Direktor am Arbeitsgericht Nienburg. Im Jahre 2007 wurde er dann Vorsitzender Richter am Landesarbeitsgericht Niedersachsen. Am 27. August 2009 wurde er zum Richter am Bundesarbeitsgericht in Erfurt ernannt, wo er zum 1. November 2009 seinen Dienst aufnahm. Er beeinflusste dort die Rechtsprechung des Bundesarbeitsgerichtes zu Sondervergütungen und zum Umfang der Arbeitspflicht. Am 19. Mai 2014 wurde er zum Präsidenten am Landesarbeitsgericht Niedersachsen in Hannover ernannt. Zudem wurde er im Januar 2019 durch den niedersächsischen Landtag zum Richter am Niedersächsischen Staatsgerichtshof gewählt. Am 25. Januar 2023 wurde er zum Präsidenten des Niedersächsischen Staatsgerichtshofes in Bückeburg ernannt.